# Benedito Novo
Benedito Novo este un oraș în Santa Catarina (SC), Brazilia.